# Каргинская
Карги́нская — станица в Боковском районе Ростовской области, РФ. Административный центр Каргинского сельского поселения.

## География
Каргинская расположена на севере Ростовской области, в 20 км от станицы Боковской и в 40 км от станицы Вёшенской. Находится на реке Чир.

## История
История хутора Каргина берёт свои истоки в восемнадцатом веке, когда казаки стали переселяться с левого берега Дона на более плодородные земли правого. Начали осваивать эти земли, основывать хутора. Как обычно поселения возникали на плодородных чернозёмах рядом с речушками и другими водоемами. Так на берегу реки Чир начал славную историю один из красивейших в верховьях Дона хутор Каргин.
В 1791 и 1796 годах полковой сотник Фёдор Каргин и его братья Иван и Дементий обращались в Войсковое правление с прошением о выдаче им Войсковой грамоты на освидетельствование места под хутор, и только 6 февраля 1797 года грамота была выдана. Вся власть в хуторе принадлежала атаману, который избирался на сходе открытым голосованием на три года. 
Хутор быстро рос. По количеству дворов Каргин стоял на третьем месте после станицы Вёшенской и Казанской. В 1836 году в Каргине насчитывалось всего 25 дворов, в 1873 году — 110, в 1897 году — 235, к 1912 году их было уже 260. Проживало 1707 жителей: мужчин — 926, женщин — 781, грамотных — 403, неграмотных — 834 человека. Меньше половины Каргина составляли иногородние.
В 1918 году хутор Каргин был переименован в станицу Каргинскую.

## Население
| 1989 | 2002  | 2010  |
| ---- | ----- | ----- |
| 1776 | ↘1626 | ↘1543 |

## Инфраструктура
Улицы
| - ул. Архиповская - ул. Гвардейской дивизии - ул. Комсомольская - ул. Кривошлыкова - ул. Ленина | - ул. Набережная - ул. Подтелкова - ул. Слободская - ул. Советская | - ул. Совхозная - ул. Соловьева - ул. Трудовых Резервов - ул. Чирская |

## Русская православная церковь
- Церковь Покрова Пресвятой Богородицы.[3]

## Люди, связанные со станицей
- В станице родился генерал-майор Василий Стороженко.
- Михаил Шолохов проживал в станице Каргинской в 1910—1921 годах.

## Достопримечательности
- Дом жилой. начало XX века. ул. Советская, д. 71.  611510002740016
- Дом служащих. 1907 г. пер. Первомайский, 14.  611510401520025
- Завозчиская. 1907 г. пер. Первомайский, 14.  611510401520095
- Кинотеатр «Идеал». 1911 г. пер. Первомайский, 14.  611510401520045
- Колодец с журавлем. начало XX века. ул. Советская, д. 71.  611510002740066
- Курень казачий. начало XX в. н.э. ул. Советская, 69.  611520381880005
- Мельница. 1905 г. пер. Первомайский, 14.  611510401520075

Исторические события, происходившие на мельнице упоминаются в романе «Тихий Дон». Через Каргинскую проезжали на санях Григорий Мелехов с Аксиньей, отступая из хутора Татарского на юг в декабре 1919 года. Рядом с мельницей восстановлена гостиница и синематограф «Идеалъ» — первый на Верхнем Дону, построенный купцом Каргиным в 1910 году для привлечения привозящих на мельницу зерно. Сейчас в синематографе представлены экспонаты, рассказывающие об истории экранизации произведений Шолохова. Подворье купца является объектом Государственного музея-заповедника М. А. Шолохова.
- Нефтехранилище и ёмкость для отработки. 1905 г. пер. Первомайский, 14, №№ 2, 3, 4.  611510401520085
- Ограда. начало XX века. ул. Советская, д. 71.  611510002740076
- Печь летняя. начало XX века. ул. Советская, д. 71.  611510002740056
- Поветка. начало XX века. ул. Советская, д. 71.  611510002740036
- Погреб. начало XX века. ул. Советская, д. 71.  611510002740046
- Подворье Т.А. Каргина. 1905-1911 гг. пер. Первомайский, 14.  611520401520005
- Сарай для скота и птицы. начало XX века. ул. Советская, д. 71.  611510002740026
- Сарай на 3 секции. начало XX в. пер. Первомайский, 14.  611510401520065
- Сарай с навесом. конец 1900-х гг. пер. Первомайский, 14.  611510401520055
- Склад половы. 1905 г. пер. Первомайский, 14, литер Д.  611510401520035
- Склад-ссыпка. 1905 г. пер. Первомайский, 14.  611510401520015
- Усадьба, в которой жил и работал в 1919 - 1926 годах М.А.Шолохов. 1919 - 1926 гг. ул. Советская, д. 71.  611520002740006
- Усадьба, в которой жил и работал в 1919 — 1926 годах писатель Михаил Шолохов. В составе усадьбы сохранились жилой дом (начало XX века), сарай для скота и птицы (начало XX века), поветка (начало XX века), погреб (начало XX века), летняя печь (начало XX века), колодец с журавлем (начало XX века), ограда (начало XX века)[6]. В усадьбе Михаил Шолохов жил с родителями, здесь же работал учителем школы ликбеза, потом — служащим ревкома станицы, станичным статистиком. С 1922 года Шолохов учился в Ростове на курсах Донпродкома, работал продовольственным инспектором в станице Букановской.

В этом доме Михаил Шолохов написал произведения, объединённые в сборники «Донские рассказы» и «Лазоревая степь» (1926). Тут же у него возник замысел романа «Тихий Дон». После отъезда из этого дома Шолоховых в 1926 году, усадьбу продали местному крестьянину М. Чукарину. С 1945 года она находилась в собственности А. Косых. В 1972 году дом усадьбы выкупил Боковский райисполком. Здесь же был открыт музей. До 1978 года часть подворья находилась в собственности А. Косых.
Постановлением Совета Министров РСФСР № 306 «Об увековечении памяти дважды Героя Социалистического Труда, писателя и общественного деятеля М. А. Шолохова» от 11 июля 1984 года усадьба включена в состав Государственного музея-заповедника М. А. Шолохова.
Архитектура дома усадьбы характерна для сел Верхнего Дона начала XX века. Внутри дом разделен на сени, столовую, спальню и горницу. В горнице в 1924—1926 годах жил Михаил Шолохов с женой, дочерью Светланой. В настоящее время в доме восстановлена обстановка жизни писателя середины двадцатых годов.
- Училище приходское, в котором в 1912-1914 годах учился М.А.Шолохов. 1912-1914 гг. ул. Советская, д. 48.  611510002720006

Здание приходского училища было построено в конце 1880-х — начале 1890-х годов. Проект здания был разработан в окружном управлении XVII округа Корпуса инженеров военных поселений. В 1920-х годах управление школами района передано Отделу народного образования. Семилетней школа стала с 1923 года.
Во время Великой Отечественной войны в здании школы был госпиталь, потом снова школа. В 1960-е годы здесь размещался интернат для местных учащихся. В 1988 года школа передана на баланс Государственного музея-заповедника М. А. Шолохова. Здесь размещена экспозиция об ученических годах писателя, мемориальная трёхместная парта, за которой сидел в своё время Шолохов.
- Песчаный курган.